# Lethrus kentauensis
Lethrus kentauensis is een keversoort uit de familie mesttorren (Geotrupidae). De wetenschappelijke naam van de soort werd in 1996 gepubliceerd door Král & Olexa.